# Norma Franklin
Pour les articles homonymes, voir Franklin.
Norma Franklin est une archéologue membre de l'équipe de fouilles de Megiddo. Elle est également connue pour ses travaux à Samarie. Elle a identifié des marques gravées dans les pierres, signatures de tailleurs de pierres, qui sont identiques à Megiddo et à Samarie, indiquant que ce sont les mêmes maçons qui, sous les Omrides, ont construit ces grands palais de pierres taillées.

## Principales publications
- Franklin N., The Tombs of The Kings of Israël ; Two Recently Identified 9th-Century Tombs from Omride Samaria., in "Zeitschrifts des Deutschen Palästina-Vereins", vol. 116, 2003, pp. 1-11.
- Franklin N., Samaria : From the Bedrock to the Omride Palace., in "Levant", vol. 36, 2004, pp. 89-202.
- Franklin N., Correlation and Chronology : Samaria and Megiddo Redux., in T. Levy and T. Higham, editors, "Radiocarbon Dating and the Iron Age of the Southern Levant : The Bible and Archæology Today", Londres, 2005, pp. 310-322.